# Бэтмен против Супермена: На заре справедливости (саундтрек)
Бэ́тмен про́тив Суперме́на: На заре́ справедли́вости (саундтрек) (англ. Batman v Superman: Dawn of Justice (Original Motion Picture Soundtrack)) — музыка к фильму «Бэтмен против Супермена: На заре справедливости» Ханса Циммера и Junkie XL. WaterTower Music выпустили альбом саундтреков 18 марта 2016 года. Эксклюзивное делюкс-издание альбома содержит пять бонус-треков, названных «Blood of My Blood», «Vigilante», «May I Help You, Mr. Wayne?», «They Were Hunters» и «Fight Night». В саундтреке также участвует хор Eric Whitacre Singers.
Элементы стиля из «Is She with You?» были использованы в качестве музыкальной темы для последующего саундтрека к фильму «Чудо-женщина», в то время как вариант песни «Beautiful Lie» используется в фильме «Чудо-женщина: 1984».

## Трек-лист

### Стандартная версия
| №                   | Название                                | Длительность |
| ------------------- | --------------------------------------- | ------------ |
| 1.                  | «Beautiful Lie»                         | 3:47         |
| 2.                  | «Their War Here»                        | 4:34         |
| 3.                  | «The Red Capes Are Coming»              | 3:32         |
| 4.                  | «Day of the Dead»                       | 4:01         |
| 5.                  | «Must There Be a Superman?»             | 3:58         |
| 6.                  | «New Rules»                             | 4:02         |
| 7.                  | «Do You Bleed»                          | 4:36         |
| 8.                  | «Problems Up Here»                      | 4:25         |
| 9.                  | «Black and Blue»                        | 8:30         |
| 10.                 | «Tuesday»                               | 4:00         |
| 11.                 | «Is She with You?»                      | 5:46         |
| 12.                 | «This Is My World»                      | 6:23         |
| 13.                 | «Men Are Still Good (The Batman Suite)» | 14:03        |
| Общая длительность: | Общая длительность:                     | 71:37        |

### Расширенная версия
| №                   | Название                     | Длительность |
| ------------------- | ---------------------------- | ------------ |
| 1.                  | «Blood of My Blood»          | 4:25         |
| 2.                  | «Vigilante»                  | 3:53         |
| 3.                  | «May I Help You, Mr. Wayne?» | 3:27         |
| 4.                  | «They Were Hunters»          | 2:45         |
| 5.                  | «Fight Night»                | 4:20         |
| Общая длительность: | Общая длительность:          | 18:50        |

## Персонал
Музыку к саундтреку исполнила студия Hollywood Studio Symphony. Оркестром дирижировали Ник Гленни-Смит и Junkie XL, а хором Eric Whitacre Singers дирижировал Гэвин Гринуэй. Дополнительную музыку предоставили Эндрю Кавчински, Стив Маццаро и Бенджамин Уоллфиш.

## Чарты
| Чарты (2016)                      | Высшая позиция |
| --------------------------------- | -------------- |
| Австралия (ARIA)                  | 34             |
| Австрия (Ö3 Austria)              | 67             |
| Канада (Canadian Albums Chart)    | 60             |
| Бельгия/Фландрия (Ultratop)       | 47             |
| Бельгия/Валлония (Ultratop)       | 64             |
| Нидерланды (Album Top 100)        | 86             |
| Франция (SNEP)                    | 64             |
| Ирландия (IRMA)                   | 44             |
| Италия (FIMI)                     | 14             |
| Швейцария (Schweizer Hitparade)   | 65             |
| Великобритания (UK Albums Chart)  | 31             |
| США (Billboard 200)               | 25             |
| США (Billboard Soundtrack Albums) | 2              |